# Гантер Армстронґ
Гантер Армстронґ (англ. Hunter Armstrong, 24 січня 2001) — американський плавець.
Олімпійський чемпіон 2020 року, чемпіон світу 2022 року.